# Kneipe

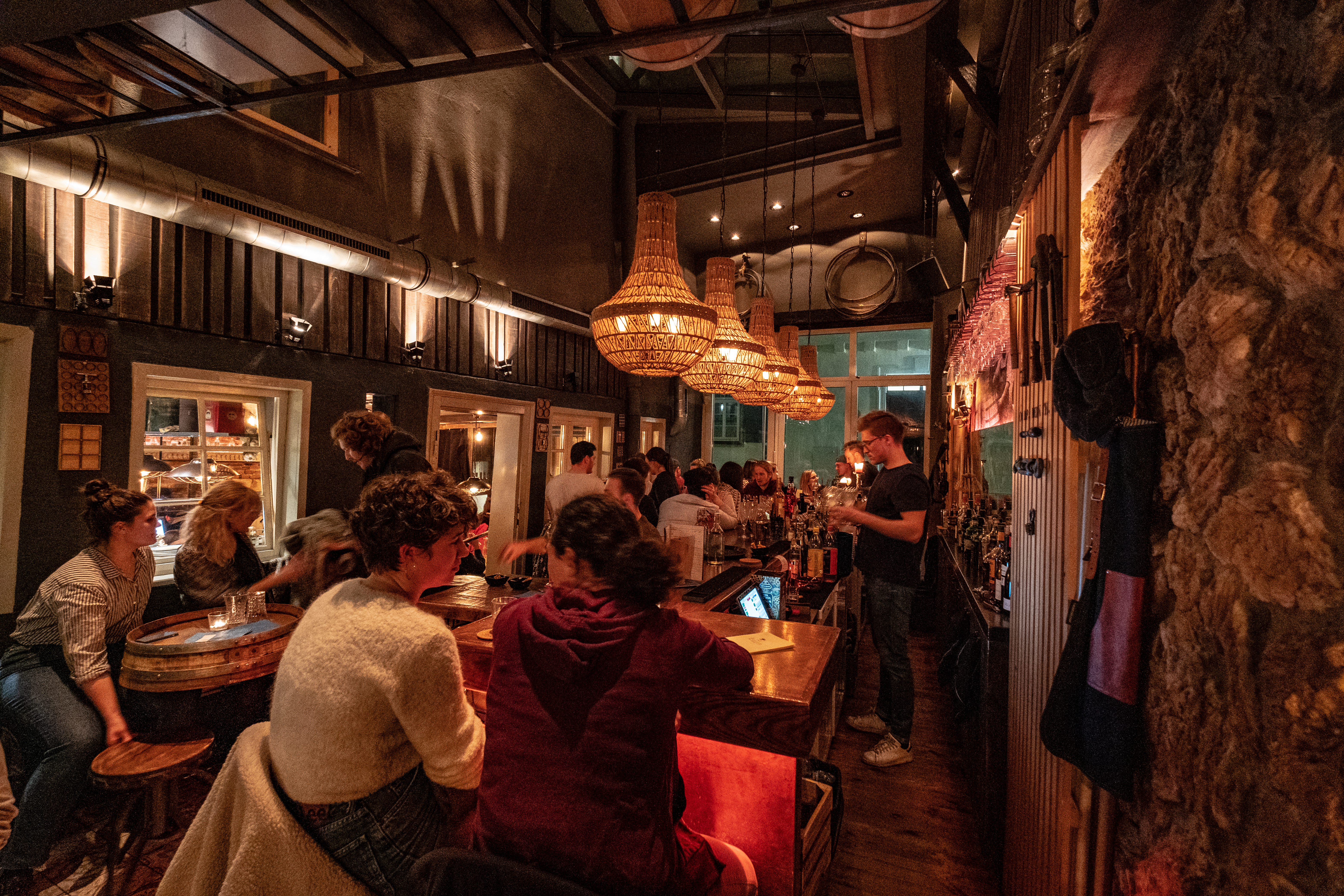
Die Kneipe Bären in Tübingen

Die Kneipe ist eine Gaststätte, die hauptsächlich dem Konsum von Bier, aber auch anderen alkoholischen und nicht-alkoholischen Getränken dient.
Formalere, aber seltener verwendete Begriffe für Kneipe sind Lokal, Schänke (oder Schenke), Taverne, Spund/Spunten oder Schankwirtschaft als Gegensatz zu Speisewirtschaft (Restaurant). Eine verrufene Kneipe wird Spelunke genannt. Da in Kneipen häufig auch kleine Speisen oder Imbisse angeboten werden, ist die Grenze zum Restaurant fließend.

## Etymologie

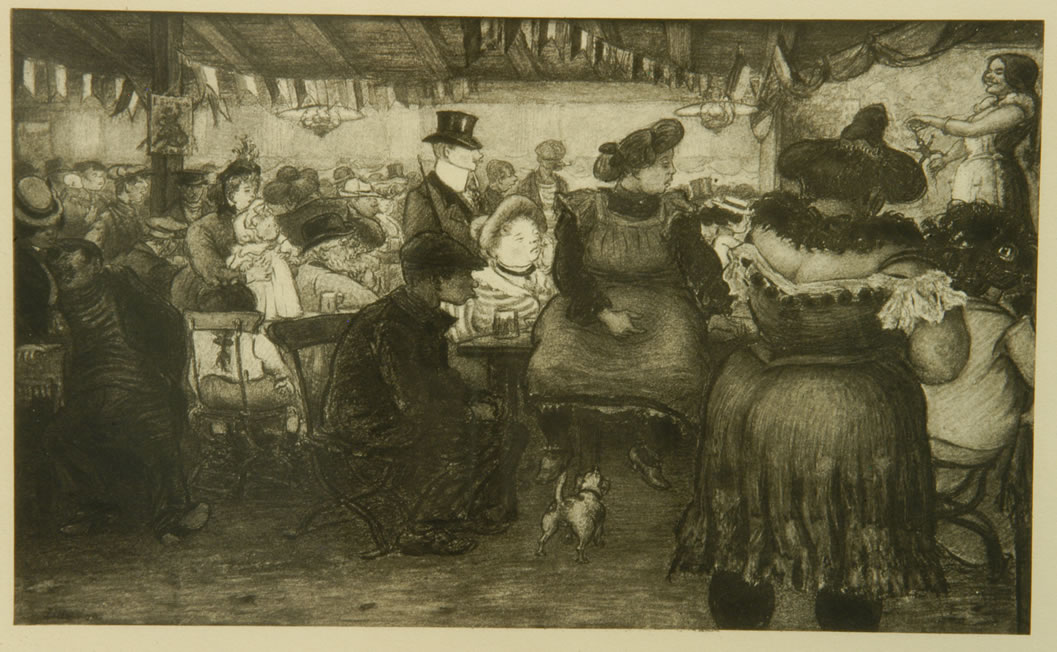
Heinrich Zille: In der Kneipe, Lithographie 1913

Die Bezeichnung ist eine Verkürzung des Begriffs Kneipschenke, die bereits im 18. Jahrhundert existierte. Dabei handelte es sich um Räumlichkeiten, die so eng waren, dass die Gäste zusammengedrückt sitzen mussten. Das im Mitteldeutschen belegte Verb kneipen für „zusammendrücken“ ist ein Lehnwort aus dem mittelniederdeutschen Wort knīpen (vgl. die moderne niederdeutsche Form kniepen), das mit hochdeutsch kneifen urverwandt ist.
Die Bezeichnung „Kneipe“ ist zum Beispiel 1781 bei Christian Wilhelm Kindleben für „eine Bierschenke“ belegt. Augustin spricht in seinem „Idiotikon der Burschensprache“ (1791) bereits von einem „Wirthshaus“. Um die Mitte des 19. Jahrhunderts wurde das Wort in der studentischen Kneipe als Eindeutschung des früher gebrauchten Wortes „Kommers“ in der Studentensprache verwendet. C. B von Ragotzky verfasste 1831 sein Werk Der flotte Bursch, in welchem die Erklärung von „Kneipe“ der heutigen Bedeutung entspricht: „Kneipe wird im allgemeinen jedes Wirtshaus genannt […]“.
Die Redewendung „eine Kneipentour machen“ bezeichnet den mit entsprechendem Alkoholkonsum einhergehenden Besuch mehrerer Kneipen nacheinander. Dabei wird gelegentlich unterstellt, dass der Gast wegen seiner Trunkenheit oder weil er nicht zahlen konnte aus einer Kneipe herausgeworfen wurde und deshalb eine andere aufsucht.

## Andere Bezeichnungen

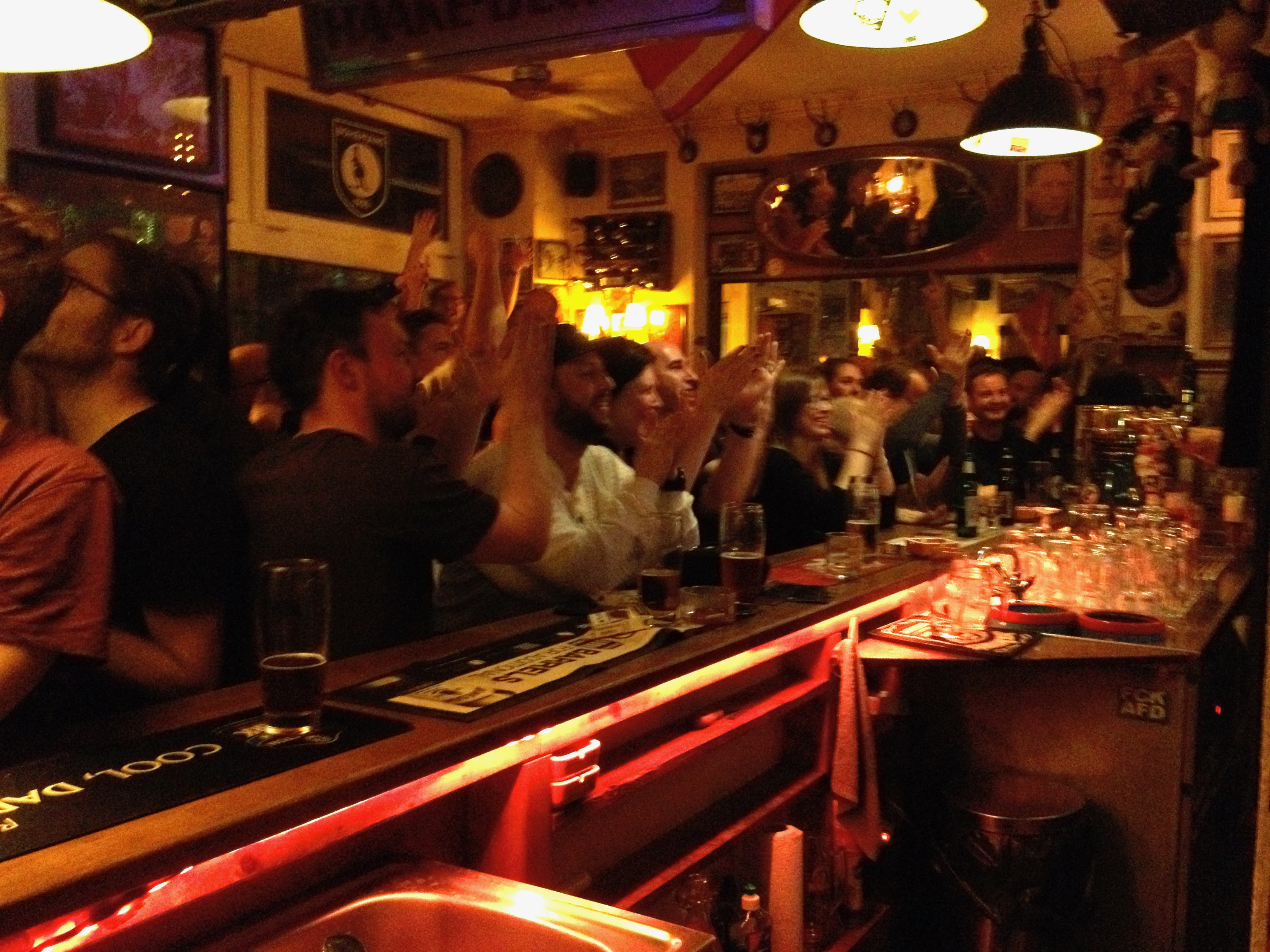
Sportkneipe Panenka in Berlin-Friedrichshain

In Österreich gibt es die Bezeichnung Beisl, in der deutschsprachigen Schweiz und dem Saarland Beiz (eher neutral), in der deutschsprachigen Schweiz Spunten oder Knelle (abwertend), in Altbayern Boazn und teilweise in Baden-Württemberg Boitz. Diese Bezeichnungen leiten sich aus dem jiddischen bajis für Haus (hebr. בַּיִת bajit) her.
In der Oberlausitz wird das aus dem Sorbischen stammende Wort Kretscham verwendet.
In verschiedenen Gegenden in Deutschland ist die Bezeichnung Pinte geläufig. Der Begriff hat seinen Ursprung in einem in Deutschland heute nicht mehr erlaubten Schankmaß, der Pinte.
Schänke weist auf den Ausschank als Hauptmerkmal einer Kneipe hin.
Als Bumslokal oder Bums(e) (österr.: Bums’n, auch Rumms’n) wird eine Kneipe „zweifelhafter Art“ mit lauter Tanzmusik bezeichnet, die keine Diskothek ist. Abwertend sind die Ausdrücke Spelunke und Kaschemme für eine heruntergekommene Kneipe.

## Einrichtung und Betrieb
Typisch für Kneipen ist der Ausschank von Fassbier am Tresen, an welchem Gäste häufig sitzen können. Im Gastraum befinden sich dann weitere Tische und Stühle. Teilweise gehören zur Einrichtung einer Kneipe auch Spielgeräte wie Billardtische, Kicker, Dartscheiben, Flipper oder Spielautomaten. Viele Kneipen haben auch Fernsehgeräte, in denen beispielsweise Fußballspiele öffentlich gezeigt werden. In einigen Kneipen hängt ein Sparschrank, in den Mitglieder lokaler Sparklubs regelmäßig Bargeld stecken. Kneipen dienen häufig zudem als Treffpunkte anderer Vereine, die dort einen regelmäßigen Stammtisch abhalten, manchmal finden sich daher in den Kneipen Objekte, die diesen Vereinen gehören oder auf ihre Tätigkeiten verweisen wie etwa Vereinsfahnen oder Pokale. Zu manchen Kneipen gehört auch ein von der eigentlichen Gaststube getrennter, separater Raum oder Saal der für Vereinstreffen oder Familienfeiern vermietet wird.
In Darstellungen wird oftmals die Kneipe als Einrichtung explizit von einem Restaurant abgegrenzt, da oft die Küche fehlt.
Der Betreiber einer Kneipe ist der Wirt, auch Kneipier [kneiˈpi̯eː] oder Kneiper oder Budiker genannt, oft sind noch Kellner angestellt.

## Geschichte

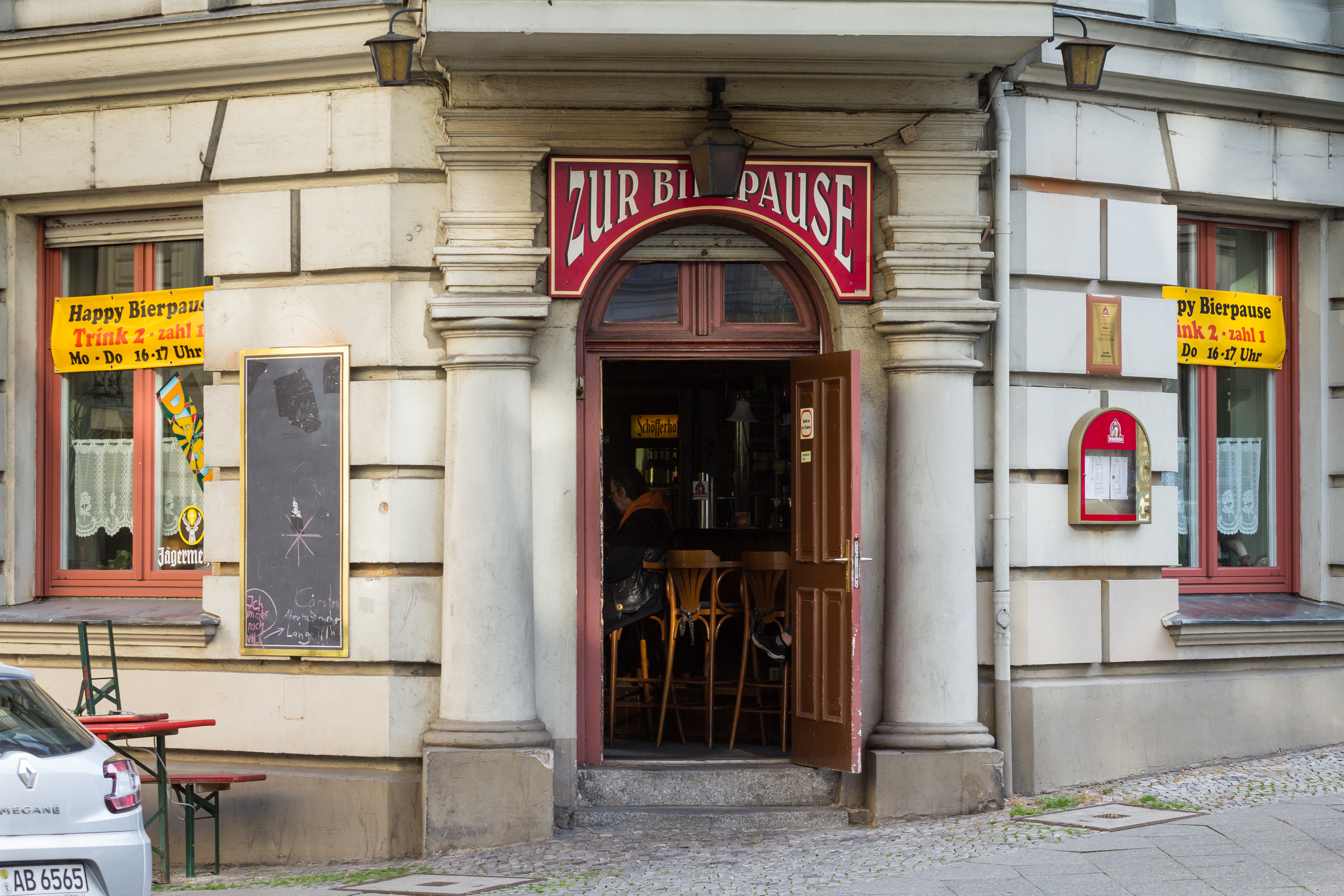
Typische Eck- und Kiezkneipe in Berlin-Kreuzberg

Die Kneipe war für die Arbeiterbewegung im 19. Jahrhundert ein wichtiger Schutzraum und während des Sozialistengesetzes ein zentraler politischer Raum. Ein Ort des Alkoholkonsums war die Kneipe auch stets.
Die Öffnungszeiten von Kneipen wurden vielfach durch eine lokal gültige Sperrstunde geregelt, die jedoch in vielen Ländern wieder abgeschafft wurde.
Infolge des Ersten Weltkrieges und der Deutschen Inflation lebten in Arbeitervierteln etwa in Berlin zunehmend zahlreiche Zugewanderte, Arbeits- und Obdachlose. Um den Auflagen und regulären Polizeikontrollen in offiziellen Asylen und Obdachlosenheimen zu entgehen, übernachteten viele „Eheleute, Liebesleute, die sich nicht trennen wollen – Spätkommende... – Lichtscheue, die der Polizei aus dem Weg gehen“ in damals sogenannten Penner- oder Pennkneipen. Diese verfügten meist über einen kleinen Vorraum und ein unbeleuchtetes größeres Hinterzimmer mit Stühlen, Bänken oder Sesseln, wo man schlief oder döste. In einigen dieser Kneipen wurde früh morgens nach „Asylschluss“ mit verschiedenen Waren wie Kleidung, Kartoffeln, Brot oder Schnaps gehandelt.
Seit Ende des 20. Jahrhunderts ist in einigen Ländern die Tendenz zu erkennen, dass die Anzahl der Kneipen und traditionellen Gaststätten kontinuierlich zurückgeht. Spitzenreiter des Kneipensterbens war zeitweise Hamburg, wo die Zahl der Gaststätten zwischen 2001 und 2010 um 48,1 Prozent gesunken ist, gefolgt von Niedersachsen mit einem Verlust von 41,2 Prozent. Das hat mehrere Gründe: Die Menschen trinken seit den 1970er Jahren weniger Bier, und junge Menschen verleben ihre Freizeit anders.
Deutschlandweit ging die Zahl der Schankwirtschaften in den Jahren von 2009 bis 2015 von knapp 36.700 auf rund 31.100 zurück.
Ein Zusammenhang zwischen dem Kneipensterben und dem Nichtraucherschutz wird oft diskutiert. Im Freistaat Bayern, der 2008 als erstes Bundesland ein generelles Rauchverbot in Gaststätten verfügte, wurden bis 2015 insgesamt 24,5 Prozent der Schankbetriebe geschlossen. Auch in den Bundesländern Saarland und Nordrhein-Westfalen, die zusammen mit Bayern ca. 40 Prozent der deutschen Bevölkerung stellen, gelten strenge Rauchverbote ohne Ausnahmen für die Gastronomie. In den restlichen 13 Bundesländern existieren vergleichsweise großzügige Ausnahmen für Nebenräume von Lokalen und für Einraumgaststätten mit weniger als 75 m² Fläche, in denen keine aufwändig zubereiteten Speisen angeboten werden und Minderjährige keinen Zutritt haben.